# Lithophyllum kotschyanum
Lithophyllum  kotschyanum Unger, 1858  é o nome botânico  de uma espécie de algas vermelhas pluricelulares do gênero Lithophyllum, família Corallinaceae.
- São algas marinhas encontradas na África, Ásia, Austrália e em algumas ilhas do Pacífico.

## Sinonímia
- Lithothamnion kaiseri  Heydrich, 1897
- Lithophyllum kaiseri  (Heydrich) Heydrich, 1897